# Řeznovice
Řeznovice jsou vesnice, část města Ivančice v okrese Brno-venkov v Jihomoravském kraji. Nacházejí se asi 4,5 km na jihozápad od Ivančic, v Boskovické brázdě. Žije zde 346 obyvatel. Katastrální území Řeznovic má rozlohu 3,70 km².

## Název
Jméno vesnice (výchozí tvar byl Řeznovici) bylo odvozeno od osobního jména Řezn, což byl jmenný tvar přídavného jména řezný. Význam místního jména byl Řeznovi lidé".
Alternativní vysvětlení odvozuje název od bavorského Řezna, na které měli Přemyslovci vazby a ve kterém lze nalézt stavební inspiraci pro nezvyklý řeznovický kostel.[zdroj?]

## Historie
První písemná zmínka o Řeznovicích je z roku 1258. Vznikly po zániku dvorce. Řeznovice se původně skládaly ze dvou vesniček (tzv. horní a dolní ves), které se postupně vzhledem ke své blízkosti spojily v jednu. K 1. červenci 1980 se obec stala součástí města Ivančice.

## Obyvatelstvo
| Rok            | 1869 | 1880 | 1890 | 1900 | 1910 | 1921 | 1930 | 1950 | 1961 | 1970 | 1980 | 1991 | 2001 | 2011 | 2021 |
| -------------- | ---- | ---- | ---- | ---- | ---- | ---- | ---- | ---- | ---- | ---- | ---- | ---- | ---- | ---- | ---- |
| Počet obyvatel | 300  | 346  | 363  | 414  | 428  | 474  | 494  | 472  | 504  | 483  | 451  | 396  | 374  | 371  | 346  |
| Počet domů     | 50   | 62   | 63   | 76   | 87   | 90   | 110  | 118  | 124  | 128  | 129  | 139  | 141  | 143  | 150  |

Vývoj počtu obyvatel

## Pamětihodnosti
- kostel svatého Petra a Pavla, se základem v románské trojapsidové svatyni z 2. poloviny 12. století
- hřbitov
- kříž u kostela (sochařská práce z 18. století – Ježíš Kristus s Máří Magdalénou u nohou)
- kříž u hřbitova

## Galerie

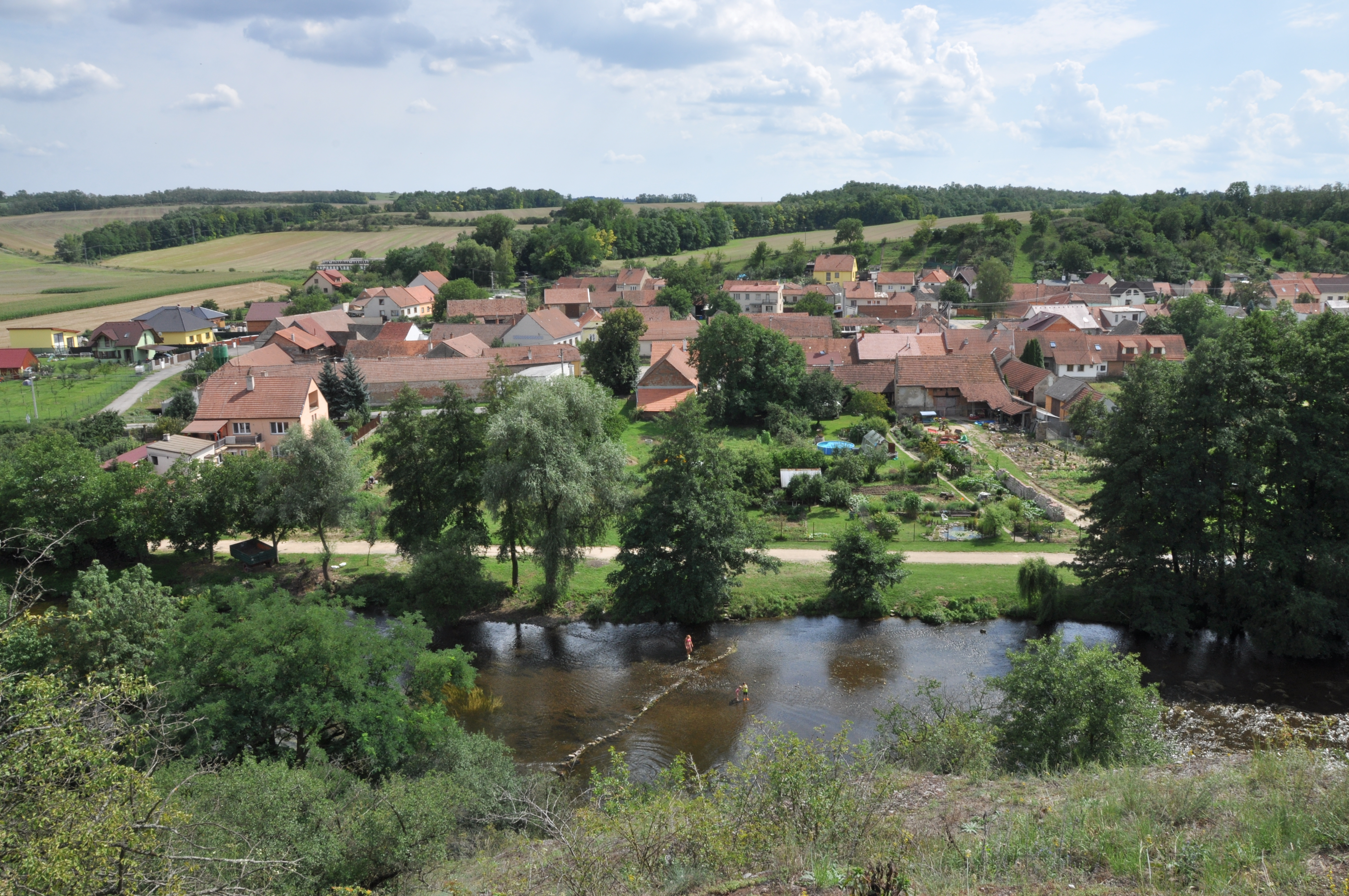
východní část, pohled od severu
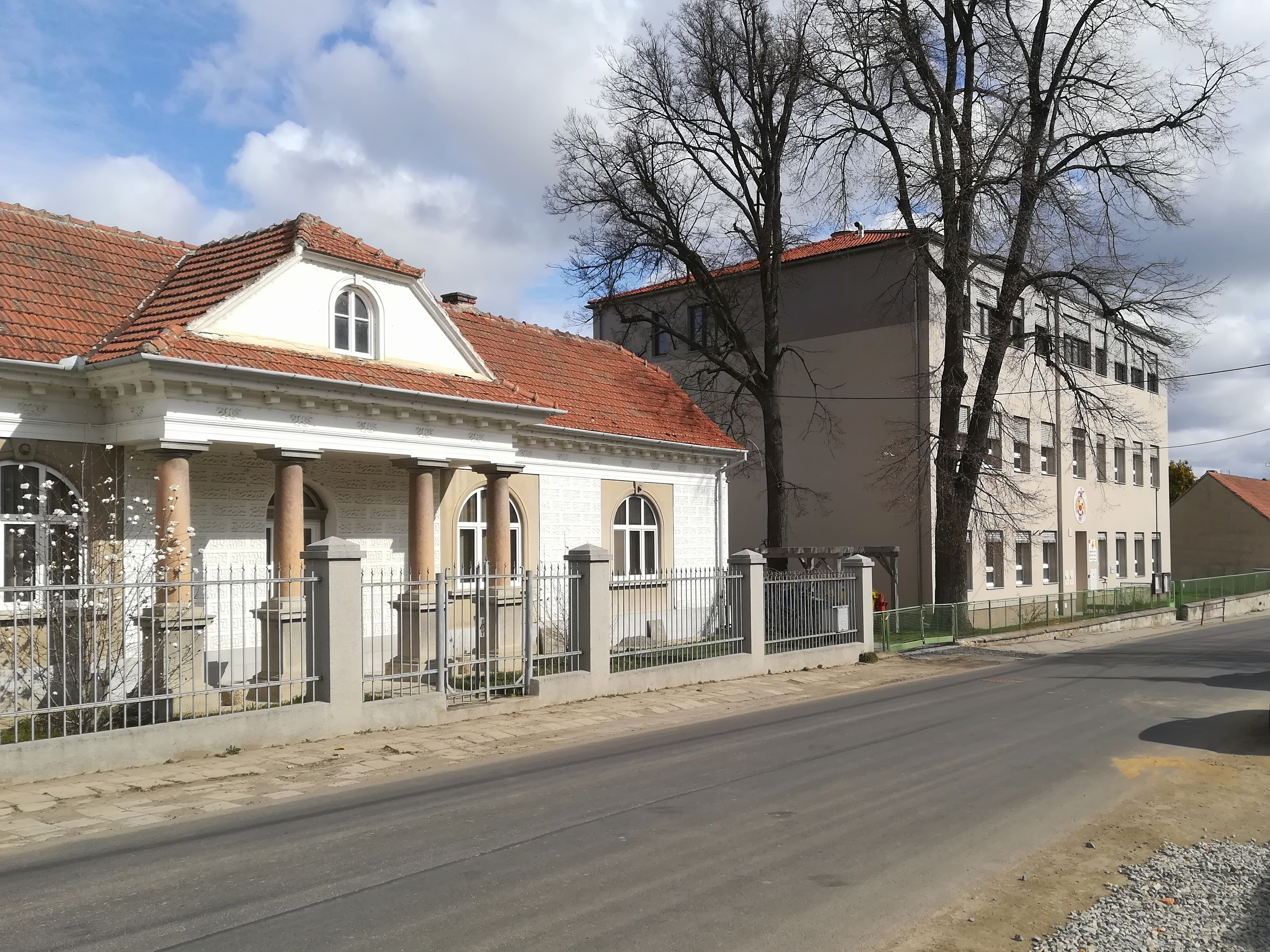
škola a dům čp. 89
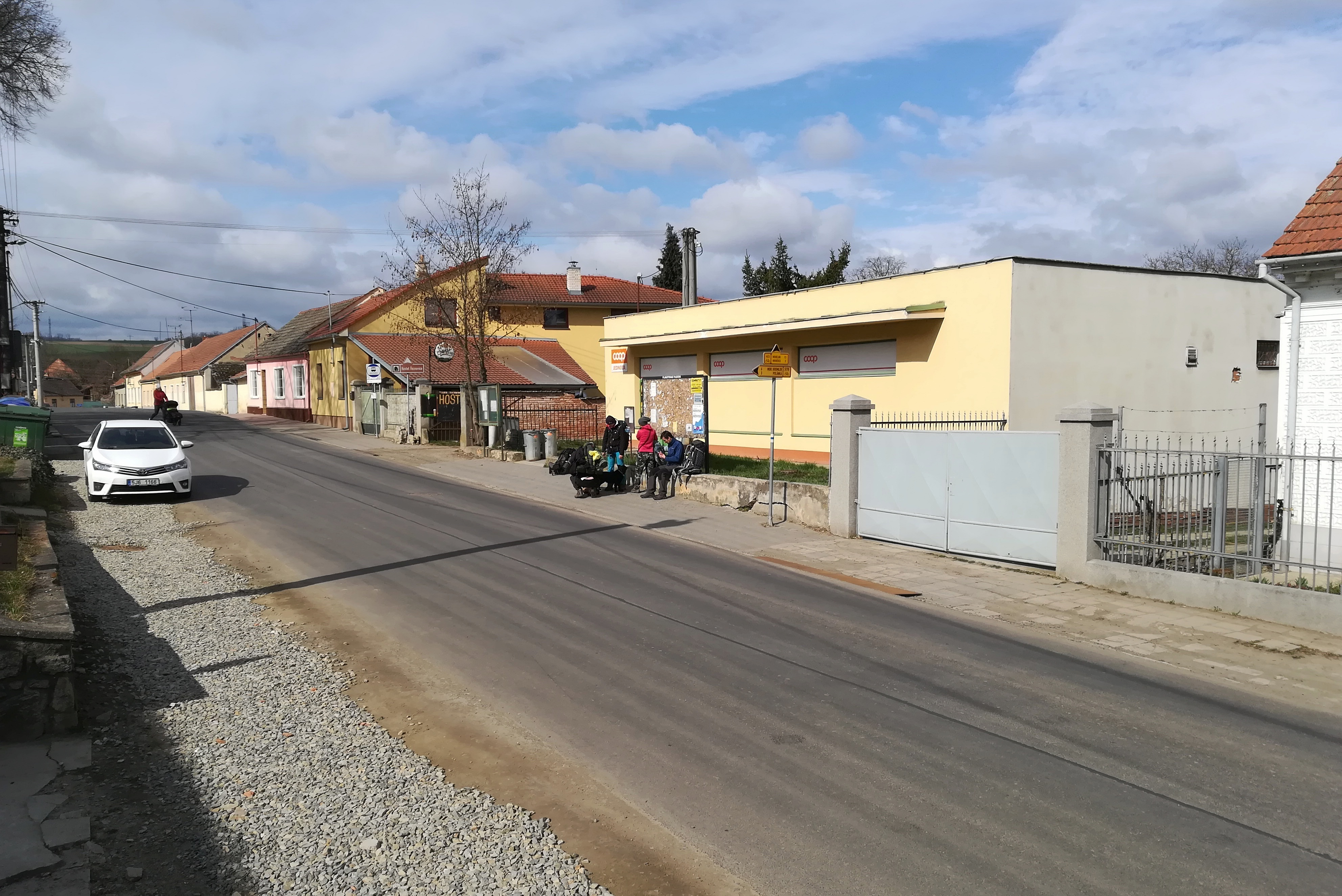
samoobsluha Coop
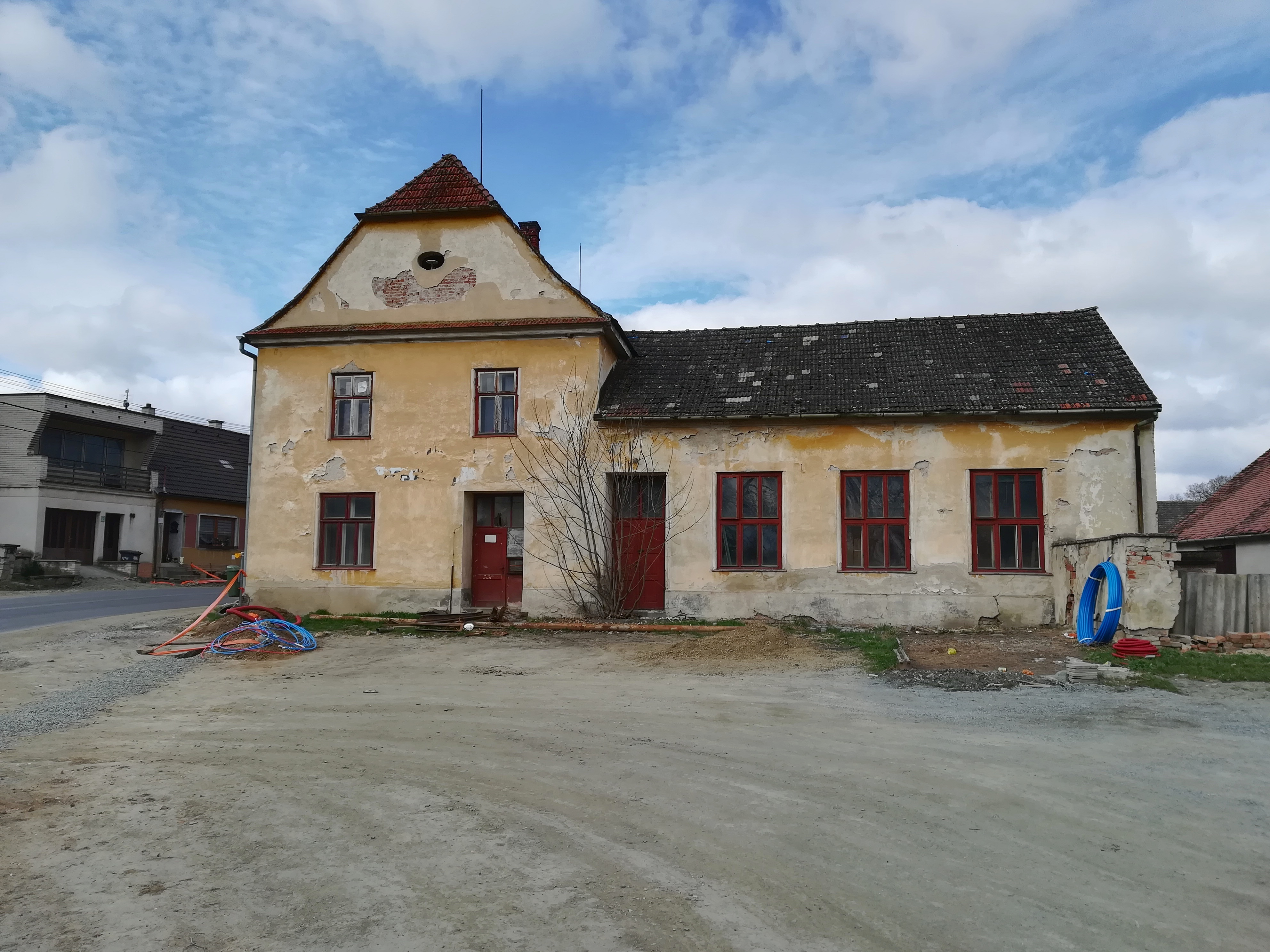
bývalá hospoda
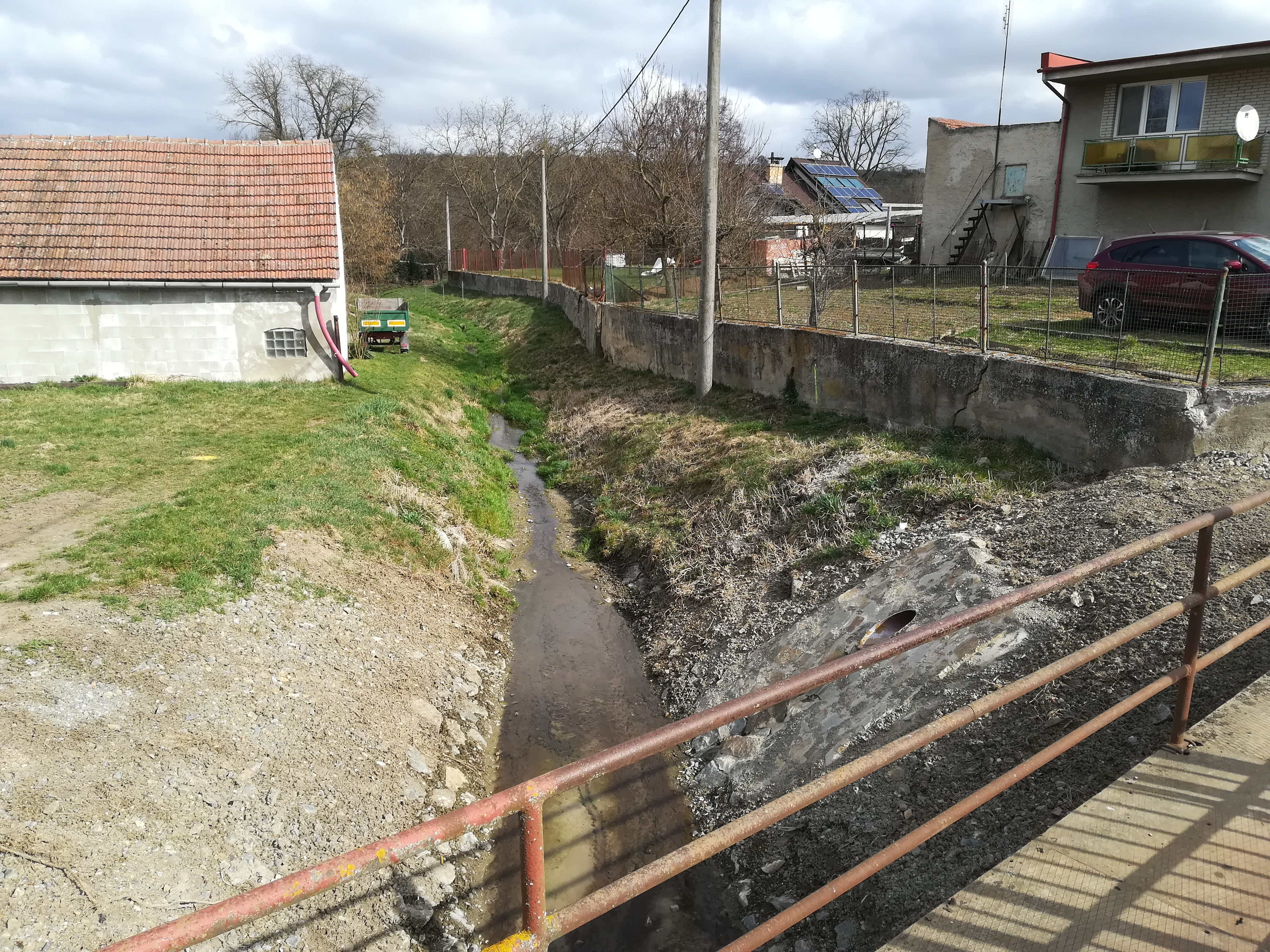
Řeznovický potok